# Marguerite Cazeneuve
Pour les articles homonymes, voir Cazeneuve.
Marguerite Cazeneuve, née en 1988, est une spécialiste française des affaires sociales, de la santé et des retraites. Elle a été conseillère d'Emmanuel Macron et est actuellement directrice déléguée de l'Assurance maladie.

## Origines, famille
Elle est la fille de Jean-René Cazeneuve, député du Gers et de Béatrice Cazeneuve, ancienne cadre chez Eli Lilly France. Elle est aussi la soeur de Pierre Cazeneuve, député des Hauts de Seine.
Elle est en couple avec  Aurélien Rousseau, homme politique. Ils ont trois enfants.

## Biographie

### Formation
Elle est élève à HEC Paris de 2008 à 2013, où elle se fait élire présidente du Bureau des élèves. Elle se spécialise lors de son cursus en suivant le master « médias, arts et création ».

### Carrière
En 2013 à la sortie d'HEC Paris, elle travaille 16 mois au cabinet McKinsey & Company comme consultante junior, où elle est notamment chargée d'auditer les comptes de la Sécurité sociale française.
En décembre 2014, repérée lors de cette mission, elle est recrutée au ministère des Affaires sociales et de la Santé, et nommée secrétaire générale du comité de pilotage de l'ONDAM,.
De mai 2016 à mai 2017, elle est conseillère chargée des comptes sociaux au cabinet du ministre des Finances et des Comptes publics, Michel Sapin, ainsi qu'au cabinet du secrétaire d’État au Budget, Christian Eckert.
De juin 2017 à mars 2021, elle est conseillère technique aux cabinets du président de la République Emmanuel Macron et à celui de son Premier ministre, Édouard Philippe, chargée de la protection sociale et des comptes sociaux. Dès 2019, elle s'occupe activement de la réforme des retraites,,,. Elle aurait milité pour « la création d’un minimum de pension à 1 000 €, la rénovation des droits familiaux et une plus grande égalité femme / homme dans la réforme »,.
En juillet 2020, lorsque Jean Castex devient Premier ministre, son directeur de cabinet Nicolas Revel la promeut cheffe du pôle santé-solidarités-protection sociale de son cabinet. Elle assure à ce titre le pilotage de la gestion de la crise du Covid-19 pour le Gouvernement,.
En mars 2021, elle est nommée directrice déléguée à la gestion et à l'organisation des soins à la Caisse nationale de l'assurance maladie.
Elle coordonne le programme d'Emmanuel Macron sur la santé, l'autonomie, la protection sociale et les retraites lors de la campagne présidentielle de 2022,,,,.